# Yuta Baba
Yuta Baba (馬場 憂太, Baba Yuta) est un footballeur japonais né le 22 janvier 1984.